# Naas (Irland)
Naas (irisch An Nás, älter Nás na Ríogh oder Nás Laighean) ist die Hauptstadt des County Kildare in der Republik Irland. Sie liegt 35 km südwestlich von Dublin nahe der Nationalstraße N7. Ihre Lage an einer wichtigen Verbindungsstraße machte sie zu einem administrativen Zentrum.
Die Stadt ist in den letzten Jahren stark gewachsen; die Einwohnerzahl wurde bei der Volkszählung 2022 mit 26.180 Personen ermittelt und hat sich seit 1991 mehr als verdoppelt.
Im Juni 2014 wurde der Town Council von Naas aufgelöst, die Verwaltung ging an das County Kildare über.

## Ortsname
Naas ist die anglisierte Form des irischen (An) Nás, „(der) Versammlungsort“.
Die längere Form Nás na Ríogh bedeutet „der Versammlungsort der Könige“; Nás Laigheann, „der Versammlungsort Leinsters“.

## Geschichte
Naas wurde der bardischen Überlieferung zufolge von der Gottheit Lugh gegründet und war von Anfang an ein wichtiges Zentrum. Fast sieben Jahrhunderte lang war es der Sitz der Könige von Leinster. Der letzte König, der hier residierte, war Cearbhall, der im Jahr 904 starb. Der heilige Patrick besuchte Naas im Jahr 443 und taufte die Kinder von König Dunling am Brunnen von Oldtown in der Nähe der Stadt.
Im Jahr 1170 kamen die Normannen und die Baronie Naas wurde von Strongbow an Maurice FitzGerald vergeben. Die Verleihung wurde 1177 von Heinrich II. an seinen Sohn William FitzMaurice bestätigt. Unter den Anglonormannen wurden viele Veränderungen vorgenommen. Die Pfarrkirche, die ursprünglich dem Heiligen Patrick oder dem örtlichen Heiligen Corban geweiht war, wurde umgebaut und dem Heiligen David, Schutzpatron von Wales, gewidmet.
König Heinrich IV. verlieh Naas 1409 die erste Charta als Körperschaft. Vier Jahre später, im Jahr 1413, erteilte König Heinrich V. der Stadt die Befugnis, an allen Eingängen der Stadt Zoll zu erheben. Eine neue Charta wurde 1568 von Königin Elisabeth I. erteilt. Weitere Stadtrechte wurden Naas 1609 von Jakob I., 1628 von Karl I. und 1671 von Karl II. verliehen. Die Stadt unterlag diesen Statuten bis 1840, als die Körperschaft durch einen Act of Parliament aufgelöst wurde.
Zwischen 1840 und 1854 wurde die Stadt von einer Grand Jury kontrolliert; von 1854 bis 1900 hatte sie Stadtkommissare und wird seitdem vom Urban District Council verwaltet.

## Wirtschaft
Naas ist ein typisches industrielles Wachstumszentrum in der Umgebung von Dublin. Angesichts der wirtschaftlichen Probleme in Irland seit 2008 sorgte jedoch bereits die Schaffung von 266 neuen Arbeitsplätzen durch die Ansiedlung eines energietechnisch fortschrittlichen Tesco-Stores in Naas im November 2010 zur Eröffnung des Supermarkts durch den damaligen irischen Ministerpräsidenten Brian Cowen für Aufsehen.

## Kultur und Sehenswürdigkeiten
Das Punchestown Festival ist das wichtigste Pferderennen der Saison und findet in der Regel im April statt. Das Festival geht über fünf Tage. Es wird von vielen als die irische Version des Cheltenham Festivals angesehen.
In der Nähe von Naas bei der Pferderennbahn von Punchestown steht der Menhir von Punchestown, der größte Menhir Irlands.

## Städtepartnerschaften
Partnerstädte von Naas sind
- St Davids, Wales, Großbritannien
- Dillingen an der Donau, Bayern, Deutschland
- Casalattico, Latium, Italien
- Allaire, Bretagne, Frankreich
- Omaha, Nebraska, USA

## Persönlichkeiten
- Gormlaith ingen Murchada (960–1030), Königsgemahlin
- Thomas Galberry (1833–1878), Ordensgeistlicher und Bischof von Hartford
- John de Robeck (1862–1928), Marineoffizier
- Leslie Cliff (1908–1969), Eiskunstläufer
- Anthony J. Hederman (1921–2014), Rechtsanwalt, Generalstaatsanwalt und Richter